# پرفلوئورواکتان‌سولفونیل فلوئورید
پرفلوئورواکتان‌سولفونیل فلوئورید (به انگلیسی: Perfluorooctanesulfonyl fluoride) با فرمول شیمیایی C۸F۱۸O۲S یک ترکیب شیمیایی با شناسه پاب‌کم ۹۳۸۸ است. که جرم مولی آن ۵۰۲٫۱۲ g/mol می‌باشد. 